# Nantenaina Ramalalaharivololona
Nantenaina Ramalalaharivololona (sinh ngày 10 tháng 7 năm 1987) là một cựu tay vợt người Madagascar.
Ramalalaharivololona đã từng có 1 lần vô địch giải ITF tour trong cả sự nghiệp. Vào ngày 20 tháng 12 năm 2014, cô đứng ở vị trí thứ 916 thế giới trong bảng xếp hạng đôi nữ.
Thi đấu cho Madagascar tại Billie Jean King Cup, Ramalalaharivololona 
có thành tích thắng-thua là 4–6.
Ramalalaharivololona giải nghệ vào năm 2017.

## Chung kết ITF

### Đôi: 1 (1–0)
| Legend               |
| -------------------- |
| $100,000 tournaments |
| $75,000 tournaments  |
| $50,000 tournaments  |
| $25,000 tournaments  |
| $10,000 tournaments  |

| Chung kết theo mặt sân |
| ---------------------- |
| Cứng (1–0)             |
| Đất nện (0–0)          |
| Cỏ (0–0)               |
| Thảm (0–0)             |

| Kết quả | #  | Thời gian            | Giải đấu             | Mặt sân | Người đánh cặp  | Đối thủ                           | Tỷ số         |
| ------- | -- | -------------------- | -------------------- | ------- | --------------- | --------------------------------- | ------------- |
| Vô địch | 1. | 20 tháng 11 năm 2010 | Équeurdreville, Pháp | Cứng    | Florence Haring | Kim Kilsdonk Nicolette Van Uitert | 1–6, 6–3, 6–4 |

## Fed Cup

### Đơn
| Giải đấu                                       | Vòng | Thời gian          | Địa điểm          | Đối đầu với   | Mặt sân | Kết quả               | T/B | Tỷ số    |
| ---------------------------------------------- | ---- | ------------------ | ----------------- | ------------- | ------- | --------------------- | --- | -------- |
| Fed Cup 2013 Nhóm III Khu vực Châu Âu/Châu Phi | R/R  | 8 tháng 5 năm 2013 | Chișinău, Moldova | Liechtenstein | Đất nện | Stephanie Vogt        | B   | 0–6, 2–6 |
| Fed Cup 2013 Nhóm III Khu vực Châu Âu/Châu Phi | R/R  | 9 tháng 5 năm 2013 | Chișinău, Moldova | Síp           | Đất nện | Mara Argyriou         | B   | 3–6, 2–6 |
| Fed Cup 2014 Nhóm III Khu vực Châu Âu/Châu Phi | R/R  | 5 tháng 2 năm 2014 | Tallinn, Estonia  | Đan Mạch      | Cứng    | Mai Grage             | B   | 2–6, 3–6 |
| Fed Cup 2014 Nhóm III Khu vực Châu Âu/Châu Phi | R/R  | 6 tháng 2 nàm 2014 | Tallinn, Estonia  | Na Uy         | Cứng    | Ida Seljevoll Skancke | T   | 6–0, 6–2 |
| Fed Cup 2014 Nhóm III Khu vực Châu Âu/Châu Phi | P/O  | 8 tháng 2 năm 2014 | Tallinn, Estonia  | Armenia       | Cứng    | Lusine Chobanyan      | T   | 6–1, 6–3 |

### Đôi
| Giải đấu                                       | Vòng | Thời gian          | Địa điểm          | Đối đầu với   | Mặt sân | Người đánh cặp             | Kết quả                               | T/B | Tỷ số    |
| ---------------------------------------------- | ---- | ------------------ | ----------------- | ------------- | ------- | -------------------------- | ------------------------------------- | --- | -------- |
| Fed Cup 2013 Europe/Africa Zone Group III      | R/R  | 8 tháng 5 năm 2013 | Chișinău, Moldova | Liechtenstein | Đất nện | Hariniony Andriamananarivo | Stephanie Vogt Kathinka von Deichmann | B   | 3–6, 4–6 |
| Fed Cup 2013 Europe/Africa Zone Group III      | R/R  | 9 tháng 5 năm 2013 | Chișinău, Moldova | Síp           | Đất nện | Zarah Razafimahatratra     | Mara Argyriou Maria Siopacha          | T   | 6–3, 6–3 |
| Fed Cup 2014 Nhóm III Khu vực Châu Âu/Châu Phi | R/R  | 5 tháng 2 năm 2014 | Tallinn, Estonia  | Đan Mạch      | Cứng    | Oceane Razakaboana         | Karen Barbat Mai Grage                | B   | 1–6, 1–6 |
| Fed Cup 2014 Nhóm III Khu vực Châu Âu/Châu Phi | R/R  | 6 tháng 2 năm 2014 | Tallinn, Estonia  | Na Uy         | Cứng    | Sandra Andriamarosoa       | Ida Seljevoll Skancke Melanie Stokke  | B   | 4–6, 3–6 |
| Fed Cup 2014 Nhóm III Khu vực Châu Âu/Châu Phi | P/O  | 8 tháng 2 năm 2014 | Tallinn, Estonia  | Armenia       | Cứng    | Sandra Andriamarosoa       | Ani Amiraghyan Milena Avetisyan       | T   | 7–5, 6–4 |